# Пескиера Боромео
Пескиѐра Боромѐо (на италиански: Peschiera Borromeo, на западноломбардски: Peschera, Пескера) е град и община в Северна Италия, провинция Милано, регион Ломбардия. Разположен е на 107 m надморска височина. Населението на общината е 22 515 души (към 2013 г.).